# BHK-21细胞

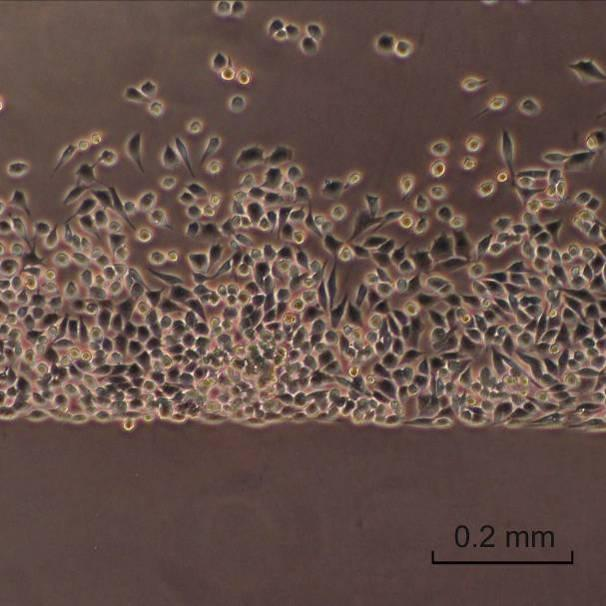
BHK21细胞

BHK-21细胞（或称为幼仓鼠肾细胞）是一种的永生化成纤维细胞细胞系，1961年由I. A. Macpherson和M. G. P. Stoker等人提取自1日龄仓鼠幼崽的肾脏，是现今病毒学中感染实验常用的细胞系。